# Arnoglossus kessleri
Arnoglossus kessleri es una especie de pez de la familia Bothidae en el orden de los Pleuronectiformes.

## Morfología
• Pueden llegar alcanzar los 10 cm de longitud total.

## Distribución geográfica
Se encuentra en las  costas del Mediterráneo y del Mar Negro.